# Voepass Linhas Aéreas
Voepass Linhas Aéreas, voorheen bekend als Passaredo Linhas Aéreas, is een Braziliaanse  luchtvaartmaatschappij.
De maatschappij Passaredo Transportes Aéreos werd in 1995 opgericht door José Luiz Felício. De eerste vlucht vond plaats op 3 juli van dat jaar. Met een vloot bestaande uit twee vliegtuigen van het type Embraer EMB 120 Brasilia vloog de maatschappij op de steden Ribeirão Preto, Teresina, Goiânia, Brasília, São Paulo, Curitiba, São José dos Campos, Belo Horizonte en Vitória da Conquista.
Vanaf 1997 werd de vloot uitgebreid, onder andere met een Airbus A310-300, maar wegens financiële problemen werd die in 1999 en de daarop volgende jaren weer afgebouwd tot de maatschappij op 4 april 2002 haar activiteiten moest staken.
In maart 2004 maakte de maatschappij een doorstart onder de naam Passaredo Linhas Aéreas. Ze beschikte daarbij over slechts één vliegtuig, namelijk één van de oorspronkelijke Embraer EMB 120 Brasilia-toestellen.